# Флор, Томас
Томас Флор (нем. Thomas Flohr; 17 марта 1960) — швейцарский предприниматель и автогонщик. Основатель и владелец компании «VistaJet», занимающейся частными авиаперевозками.
В марте 2018 года издание «Forbes» оценило его состояние в 2.3 миллиарда долларов, однако в 2019 году он выбыл из списка миллиардеров.

## Биография
Родился в Швейцарии в семье учителя. Образование получил в Мюнхенском университете, где изучал бизнес и политологию. С 1985 года работал в чикагской технологической компании «Comdisco». С 1990 по 1994 год был президентом её европейского отделения, а затем, президентом подразделения по финансированию активов с 1995 по 2000 год. Позже он выкупил большую часть европейских активов «Comdisco» через собственную компанию «Comprendium Investment», которой управляет до сих пор.
Флор увлекается автоспортом и в качестве пилота принимал участие в Сафари, 24 часа Ле-Мана и чемпионате мира по автогонкам на выносливость. Является спонсором команды «Скудерия Феррари». Также коллекционирует произведения искусства.

## Личная жизнь
Бывшая жена — Катарина Конечная, в прошлом — креативный директор «Фаберже» и редактор «Vogue Russia» и «Vogue Greece». От предыдущих отношений у Катарины есть дочь София. Их общая дочь — Нина (р. 1987), в 2020 году вышла замуж за Филиппа Греческого и Датского (р. 1986), младшего сына последнего короля Греции Константина II.

## Результаты выступлений на 24 часа Ле-Мана
| Год  | Команда        | Партнёры                                    | Автомобиль          | Класс  | Круги | Место | Место в классе |
| ---- | -------------- | ------------------------------------------- | ------------------- | ------ | ----- | ----- | -------------- |
| 2017 | Spirit of Race | Физикелла, Джанкарло Беретта, Оливье        | Ferrari 488 GTE     | GTE Am | 326   | 41    | 12             |
| 2018 | Spirit of Race | Кастеллаччи, Франческо Физикелла, Джанкарло | Ferrari 488 GTE     | GTE Am | 335   | 26    | 2              |
| 2019 | Spirit of Race | Кастеллаччи, Франческо Физикелла, Джанкарло | Ferrari 488 GTE     | GTE Am | 327   | 43    | 12             |
| 2020 | AF Corse       | Кастеллаччи, Франческо Физикелла, Джанкарло | Ferrari 488 GTE Evo | GTE Am | 330   | 39    | 13             |
| 2021 | AF Corse       | Кастеллаччи, Франческо Физикелла, Джанкарло | Ferrari 488 GTE Evo | GTE Am | 329   | 39    | 11             |
| 2022 | AF Corse       | Кэссиди, Ник Кастеллаччи, Франческо         | Ferrari 488 GTE Evo | GTE Am | 340   | 39    | 6              |